# Hirokazu Tanaka
Hirokazu Tanaka (田中 宏和?, Tanaka Hirokazu; 13 dicembre 1957) è un compositore e musicista giapponese, autore delle colonne sonore di numerosi videogiochi della Nintendo, tra cui i primi titoli per Nintendo Entertainment System della serie Mario. Autore di musiche per la serie Pokémon, è stato presidente della Creatures Inc.. Insieme a Shigeru Miyamoto ha inventato il Koopa Troopa.